# Aqaq-Acace
Aqaq-Acace oder Acacius (Mar Acacius, syrisch ܐܚ‍ܩ ܪܣ‍ܠ‍ܘܚ‍ܐ) war Katholikos von Seleucia-Ctesiphon und Patriarch der Kirche des Ostens von 485 bis 496. Seine Amtszeit war geprägt durch interne christologische und ekklesiologische Auseinandersetzungen. Er kämpfte gegen eine Anpassung der Kirche des Osten an den „Nestorianismus“ an, eine Doktrin, die vor allem der Metropolit Barsauma von Nisibis vertrat. Acacius wird in der traditionellen Liste der Patriarchen der Kirche des Ostens geführt.

## Acacius’ Patriarchat
Acacius spielte eine Schlüsselrolle bei den Ereignissen, die in den letzten beiden Jahrzehnten des 5. Jahrhunderts zur Machtübernahme der Kirche des Ostens durch die Nestorianer führten. Als gemäßigter Kirchenmann wurde er 485 von den politischen Feinden des mächtigen Metropoliten Barsauma von Nisibis, eines Verfechters des Nestorianismus, zum Patriarchen ernannt, in der Hoffnung, er würde die Machtübernahme durch die Nestorianer verhindern. Doch trotz häufiger Streitigkeiten mit Barsauma war Acacius nicht imstande, den Sieg der mächtigen nestorianischen Fraktion zu verhindern. Synoden in Beth Edrai (485) und Seleukia-Ktesiphon (486) verankerten die nestorianische Christologie in der Kirche des Ostens.
Der folgende Bericht über Acacius’ Herrschaft [mit kleinen Auslassungen] stammt von Bar Hebraeus, der als jakobitischer Autor gegen die Nestorianer voreingenommen war. Im ersten Satz wird Barsauma (der Name bedeutet „Sohn des Fastens“) spöttisch „Bar Sula“, „Sohn des Schuhs“, genannt.

„Dann trafen sich die Bischöfe, die aus Bar Sula geflohen waren, in Seleukia und weihten einen gewissen Acacius zu ihrem Katholikus. Als Barsauma von Nisibis und Magna von Fars davon hörten, drohten sie, Acacius wie seinen Vorgänger zu töten, wenn er ihren Worten nicht Glauben schenkte. Und er gab ihnen erschrocken nach, hauptsächlich wegen der alten Zuneigung, die er noch immer für sie empfand; denn er war ein Mitschüler von Barsauma, Magna und Narsaï in der Schule von Edessa gewesen und war mit ihnen von dort geflohen; deshalb widersetzte er sich ihren Plänen nicht. Er berief auch eine Synode ein, in der er den Glauben des Nestorius bestätigte. Von da an war der Nestorianismus im ganzen Osten verbreitet und Unzucht wurde unter den Bischöfen, Priestern, Diakonen und dem Volk so weit verbreitet, dass christliche Babys auf Müllhalden und in den Straßen lagen und viele von ihnen von Hunden gefressen wurden, sodass Acacius gezwungen war, Häuser zu bauen, um die Waisen unterzubringen und die Frauen zu ernähren, damit sie die Nachkommen ihrer Lust aufziehen konnten. Auf diese Weise wurde unter tragischen Vorzeichen der nestorianische Glaube im Osten etabliert.“

„Zu dieser Zeit wurde Acacius vom König der Perser als Botschafter zum Kaiser der Griechen geschickt, und die westlichen Bischöfe trafen sich mit ihm. Er wurde nach der nestorianischen Häresie gefragt, stritt jedoch ab, etwas von Nestorius oder seiner Häresie zu wissen, und sagte, dies sei nur ein beschämender Name, den ihnen ihr Feind Aksenaya gegeben habe. Bei seiner Rückkehr in den Osten fand Acacius Barsauma bereits gestorben vor. Einige sagen, die Mönche von Tur Abdin hätten ihn in der Kirche bedrängt und mit den Schlüsseln ihrer Zellen getötet, während andere sagen, sein Grab sei in der Kirche von Mar Yaʿqob in Nisibis zu sehen.“

Während des Katholikosats von Acacius befahl der persische König Kavadh I. allen Religionsgemeinschaften in Persien, schriftliche Beschreibungen ihres Glaubens einzureichen. Acacius beauftragte Elishaʿ bar Quzbaye, den Dolmetscher der Schule von Nisibis, diese in Syrisch zu verfassen. Der Katholikos ließ sie dann ins Persische übersetzen und Kavad vorlegen. Dies muss zwischen 488 (Kavads Thronbesteigung) und 496 (Aqaqs Tod) geschehen sein.